# سمك القد (جزيرة)
جزيرة سمك القد (بالإنجليزية Codfish Island، نقحرة: كودفِش أو قُدْفِش أو كُدْفِش) هي جزيرة صغيرة تقع إلى الغرب من جزيرة ستيوارت في جنوب نيوزيلندا. يصل ارتفاعها إلى 250 مترًا، بالقرب من الساحل الجنوبي. الجزيرة هي موطن الكاكابو المشهور عالميًا؛ وهو نوع نادر من الببغاء.